# Cella di Grätzel

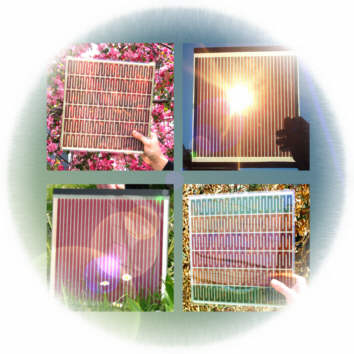
Alcuni esempi di celle di Grätzel

Le celle di Grätzel (o DSSC o DSC, dall'inglese dye-sensitized solar cell) sono delle particolari celle fotoelettrochimiche costituite da due vetri conduttori, che fungono da elettrodi, separati da uno strato di biossido di titanio (TiO2), dal materiale attivo e dalla soluzione elettrolitica.
Sono state inventate nel 1991 da Michael Grätzel e Brian O'Regan.

## Meccanismo di funzionamento

Schema di funzionamento di una cella di Grätzel

Il materiale attivo è costituito da un colorante (dye) che trasferisce elettroni al biossido di titanio in seguito all'assorbimento di fotoni. Per quanto concerne il colorante, sono state utilizzate molecole estratte dal succo di more e lamponi, in particolar modo antocianine che, a seguito dell'assorbimento di radiazione luminosa, iniettano gli elettroni fotoeccitati in uno strato di TiO2. Versioni più sofisticate ed efficienti di DSSC fanno uso di dyes basati su molecole organiche o metallo-organiche sintetiche.
Il TiO2 è un semiconduttore che permette il passaggio della luce, utilizzato come base su cui si legano un grande numero di molecole di colorante. Per migliorare il rendimento, si sinterizza lo strato di TiO2 in un forno per formare una struttura porosa, in modo da creare una struttura con porosità nanometriche per aumentare la superficie cui si può fissare il colorante, incrementando l'area attiva.
La soluzione elettrolitica, in genere a base di iodio (I2) e ioduro di potassio (KI), ha il compito di permettere il trasporto della lacuna elettronica formatasi contemporaneamente all'emissione dell'elettrone quando la molecola di colorante viene colpita da un fotone, in direzione del controelettrodo. In questo modo viene restituito al colorante l'elettrone perso attraverso l'ossidazione e il ciclo si può quindi ripetere indefinitamente
Le reazioni del processo sono le seguenti:
2 coloranti + luce → 2 coloranti eccitati
2 coloranti eccitati + TiO2 → 2 e-(TiO2) + 2 coloranti ossidati
2 coloranti ossidati + 3I- → 2 coloranti + I3-
I3- + 2 e-(controelettrodo) → 3I-
Quando la cella è in funzione, la luce solare attraversa l'elettrodo trasparente superiore, colpendo il colorante deposto sulla superficie di TiO2. I fotoni che colpiscono il colorante con sufficiente energia per essere assorbiti creano uno stato eccitato della molecola del colorante, da cui un elettrone può essere "iniettato" direttamente nella banda di conduzione del TiO2 e da lì si muove per un gradiente di diffusione chimica verso l'anodo. Nel frattempo, la molecola del colorante ha perso un elettrone e la molecola si decomporrà se non le viene fornito un altro elettrone. Quindi il colorante ne strappa uno dal ioduro (3I−) presente nella soluzione elettrolitica, ossidandolo nuovamente in trioduro (I3-). 
Questa reazione avviene molto velocemente, specie se paragonata al tempo che impiega l'elettrone iniettato nel TiO2 per ricombinarsi con la molecola di colorante ossidata. In questo modo si evita la reazione di ricombinazione tra colorante ossidato ed elettrone che abbasserebbe fortemente l'efficienza della cella solare. Il triioduro quindi recupera il suo elettrone mancante diffondendo verso il fondo della cella, dove il controelettrodo reintroduce gli elettroni dopo che sono passati attraverso il circuito esterno.
Quindi il TiO2 funge da accettore di elettroni, il colorante organico è la pompa elettrochimica, mentre la soluzione elettrolitica agisce come donatore di elettroni.

### Efficienza
Per confrontare tra loro due differenti celle fotoelettrochimiche, può essere utilizzata come cifra di merito l'efficienza di conversione solare, pari alla percentuale del rapporto della potenza elettrica prodotta esternamente dal dispositivo rispetto alla potenza luminosa incidente sulla cella.
In una giornata limpida, la radiazione solare all'equatore raggiunge in media i 1000 W/m2, perciò un modulo fotovoltaico di un metro quadrato con un'efficienza del 10%, riesce a produrre circa 100 W. L'efficienza delle attuali celle solari varia dal 6% per quelle basate su silicio amorfo fino al 30% per i prototipi di laboratorio a giunzioni multiple con silicio cristallino.
Oltre all'efficienza, il confronto tra due celle fotoelettrochimiche va svolto sul costo dei materiali utilizzati; infatti celle basate su materiali esotici come arseniuro di gallio o seleniuro di indio producono una potenza elettrica maggiore (di quattro volte) rispetto a una cella commerciale a silicio amorfo, ma presentano costi maggiori, anche di cento volte.
La potenza elettrica è il prodotto tra corrente e differenza di potenziale nel punto di lavoro, mentre l'efficienza quantica (quantum efficiency) è la probabilità che un fotone dotato di una certa energia provochi il rilascio di un elettrone.
In termini di efficienza quantica, le celle di Grätzel sono estremamente efficienti. Grazie allo spessore della nanostruttura c'è una probabilità molto alta che un fotone venga assorbito. Inoltre il colorante è molto efficiente nel convertire un fotone in un elettrone. L'efficienza quantica totale è intorno al 90%, dove il 10% è dovuto principalmente alle perdite di conduzione tra il TiO2 e l'elettrodo, oppure dovute alle perdite ottiche nell'elettrodo frontale. L'efficienza quantica delle celle tradizionali varia in funzione del loro spessore, ma sono abbastanza simili a quelle delle DSSC.
La massima differenza di potenziale generata da queste celle, in teoria, è pari semplicemente alla differenza tra il livello di Fermi del TiO2 e il potenziale redox dell'elettrolita, cioè circa 0,7 V totali (Voc). Quindi, se una cella di Grätzel è connessa a un voltmetro in modalità circuito aperto, si leggerebbe un valore pari a 0,7 V. 
In termini di differenza di potenziale le DSSC offrono una Voc leggermente maggiore delle controparti in silicio che si attestano su 0,6 V. Questa è una differenza molto piccola, quindi le differenze sostanziali sono date dalla produzione di corrente, cioè la Jsc.
Sebbene il colorante sia molto efficiente nel convertire fotoni in elettroni, solo quegli elettroni con abbastanza energia da superare il gap della banda del TiO2 porteranno a una produzione di corrente. Questo gap energetico è leggermente maggiore che nelle celle al silicio, ciò significa che meno fotoni nella luce solare sono utilizzabili per la generazione di corrente. Inoltre l'elettrolita limita la velocità alla quale le molecole del dye possono riguadagnare i loro elettroni e diventare nuovamente disponibili per la fotoeccitazione. 
Questi fattori limitano la corrente generata da un DSSC. Una cella solare tradizionale basata sul silicio offre all'incirca 35 mA/cm2, mentre la corrente offerta da una DSSC è intorno a 20 mA/cm2.
Combinato con un fill factor (cioè il rapporto percentuale tra la potenza massima ottenibile in pratica e quella teorica) di circa 70%, il picco totale di produzione di potenza per le attuali DSSC rappresenta un'efficienza di conversione circa dell'11%, dove i comuni pannelli commerciali low-cost al Silicio operano tra il 12% e il 15%. 
Celle a film sottili flessibili sono tipicamente intorno all'8%. Questo rende le celle di Grätzel estremamente attraenti come rimpiazzo delle tecnologie esistenti per le applicazioni "a bassa densità", come impianti solari sui tetti. 
Al momento non sono altrettanto interessanti per utilizzi in larga scala, dove vengono utilizzate celle più costose ed efficienti, ma basterebbero piccoli incrementi nell'efficienza di conversione delle DSSC per renderle adatte anche per alcuni di questi ruoli.
A ogni modo c'è anche un'altra questione pratica da considerare. Il processo di iniezione di un elettrone direttamente nel TiO2 è qualitativamente differente di ciò che accade in una cella tradizionale, dove l'elettrone è promosso all'interno del cristallo originale. 
In teoria, dato un basso tasso di fotoni, nel silicio l'elettrone ad alta energia potrebbe ricombinare con la sua stessa lacuna, restituendo l'energia sotto forma di fotone, quindi senza generare corrente. 
Tale processo è però poco probabile, mentre più efficiente è la ricombinazione dell'elettrone fotoeccitato con la lacuna prodotta da un'altra fotoeccitazione. Questo è uno dei limiti maggiori all'efficienza delle celle tradizionali.
Al contrario, il processo di iniezione usato nelle DSSC non introduce una lacuna nel TiO2 ma solo un elettrone extra. Sebbene sia energeticamente possibile che l'elettrone si ricombini nuovamente con il colorante ossidato, la probabilità che ciò avvenga è piuttosto bassa rispetto alla probabilità che il colorante recuperi un elettrone dall'elettrolita. Questo perché la velocità del secondo processo è molto maggiore del primo. 
Inoltre la ricombinazione diretta dal TiO2 all'elettrolita non è possibile a causa delle differenze nei livelli energetici. Quindi la ricombinazione lacuna-elettrone che colpisce l'efficienza delle celle tradizionali non è presente nel DSSC.
Grazie a entrambe queste caratteristiche, cioè basse perdite e mancanza di ricombinazione, le DSSC funzionano anche in condizione di poca luce. Le DSSC sono quindi in grado di funzionare sotto cieli nuvolosi e non illuminate da luce diretta, quando invece le celle tradizionali soffrono di un "cutout" a un certo limite inferiore di illuminazione: in tal caso si ha una bassa mobilità del portatore di carica e quindi la ricombinazione diventa una questione importante. 
Il "cutoff" delle DSSC è così basso che sono state addirittura proposte per essere posizionate indoor, raccogliendo energia dalle luci della casa, fornendo così la corrente a piccoli dispositivi.
L'unico grande svantaggio di questo design è l'utilizzo del liquido elettrolita, che ha problemi di stabilità termica. 
A basse temperature l'elettrolita può congelare, bloccando la produzione di potenza e causando potenzialmente danni fisici. 
Al contrario, alte temperature provocano l'espansione del liquido, facendo sì che diventi un problema sigillare i pannelli. Sostituire il liquido elettrolita con un solido è stato finora uno degli aspetti principali della ricerca, poiché l'uso di un elettrolita solido elimina i suddetti problemi ma diminuisce drasticamente l'efficienza di conversione totale e rende la cella non pancromatica.

### Ricerca sulla cella di Grätzel
I coloranti usati nelle prime celle sperimentali DSSC (nel 1995 circa) erano sensibili solo alle alte frequenze, nell'ultravioletto e nel blu, cioè alla fine dello spettro solare. 
Nuove versioni furono velocemente introdotte (intorno al 1999) che avevano una risposta in frequenza molto più ampia, chiamate "triscarboxy-terpyridine Ru-complex" [Ru(2,2',2"-(COOH)3-terpy)(NCS)3], efficienti anche nel campo a basse frequenze della luce infrarossa e rossa. L'ampia risposta spettrale ha come conseguenza che il colorante è caratterizzato dall'avere un colore marrone scuro-nero e viene chiamato semplicemente "black dye".
Questi coloranti hanno un'eccellente probabilità di convertire un fotone in un elettrone: in origine era intorno all'80%, ma grazie ai miglioramenti nelle conversioni ormai quasi perfette dei coloranti più recenti, l'efficienza complessiva è intorno al 90%, con il 10% delle perdite dovute principalmente per le perdite ottiche all'elettrodo superiore.
Una cella solare deve essere in grado di produrre elettricità per almeno vent'anni, senza una diminuzione significativa nell'efficienza (arco di vita della cella). 
Il sistema con colorante "black dye" è stato sottoposto a 50 milioni di cicli, che equivalgono a dieci anni di esposizione al sole in Svizzera. Non sono state osservate diminuzioni significative durante l'esperimento. 
A ogni modo, questo colorante è soggetto al breakdown elettrico in condizioni con alta intensità di luce. 
Nell'ultimo decennio, si è condotto un estensivo programma di ricerca (concluso nel 2007) per rimediare a questo problema. Durante questo lavoro, si è anche cercato di trovare una serie di nuove formulazioni di coloranti, mentre continuava lo sviluppo sul "Ru-complex". 
Si sono così trovati l'1-etil-3 metilimidazolio tetracianoborato [EMIB(CN)4], che è estremamente leggero e stabile al variare della temperatura, il rame-diselenio [Cu(In,GA)Se2], che offre maggiori efficienze di conversione, e altri composti con proprietà diversificate per scopi specifici.
Le celle di Grätzel sono ancora all'inizio del loro ciclo di sviluppo, è quindi realistico attendersi un aumento dell'efficienza ed è recentemente iniziato uno studio molto più ampio riguardo alle possibili migliorie della cella di Grätzel. 
Questo include l'uso dei "quantum dots" per la conversione della luce a più alta energia (cioè a più alte frequenze) in più elettroni, l'utilizzo di elettroliti allo stato solido per una migliore risposta alla temperatura e la modificazione del drogaggio del TiO2 per accoppiarlo al meglio con l'elettrolita specifico che viene utilizzato. 
Nell'agosto 2006, si è svolto un esperimento per testare la resistenza chimica e termica della cella solare a 1-etil-3 metilimidazolio tetracianoborato. I ricercatori hanno sottoposto la cella a 80 °C al buio per 1000 ore, seguito da un bagno di luce a 60 °C per altrettanto tempo. Dopo questo processo, è stata ottenuto il 90% dell'efficienza fotovoltaica iniziale. 
È la prima volta che si ottiene una tale stabilità termica per un elettrolita liquido che offre una così alta efficienza di conversione. 
Contrariamente alle celle solari al Silicio, i cui rendimenti diminuiscono all'aumentare della temperatura, questo tipo di celle è stato influenzato in modo trascurabile quando si è aumentata la temperatura da quella ambientale a 60 °C.
Nell'aprile 2007, Wayne Campbell alla Massey University, in Nuova Zelanda, ha compiuto esperimenti su una vasta gamma di coloranti organici basati sulla porfirina. In natura, la porfirina è il blocco costruttivo base delle emoproteine, che includono la clorofilla nelle piante e l'emoglobina negli animali. 
Ha ottenuto efficienze dell'ordine del 7% usando questi coloranti a basso costo.
Nel giugno 2008 Michael Grätzel e colleghi all'accademia cinese delle scienze hanno raggiunto efficienze dell'8.2%, utilizzando un nuovo elettrolita completamente solido costituito dalla fusione di tre sali. Sebbene l'efficienza con questo elettrolita sia più bassa dell'11% di quella ottenuta con le soluzioni già esistenti basate sullo iodio, il team è fiducioso che sia possibile migliorarne ulteriormente l'efficienza. Si noti che l'8.2% è già alla pari dell'efficienza della maggior parte delle celle a film sottile.

### Industrializzazione della cella di Grätzel
Si descrive nel seguito lo stato dell'arte di quello che l'industria nel mondo è in grado di proporre al mercato sull'argomento, sia che si tratti già di una produzione vera e propria sia che si tratti (e sono la maggioranza) di progetti di sviluppo dell'industrializzazione.
Attualmente, la posizione più avanzata sembra sia da attribuire dalla società australiana Dyesol, che ha già avviato la produzione dei moduli in Grecia e Turchia. 
In questo prodotto il materiale organico è integrato con biossido di titanio. 
Inoltre fino ad adesso la Dyesol ha prodotto "quantità sperimentali" di DSSC per diversi anni e vendendo al contempo anche i mezzi e i componenti chimici necessari per permettere agli altri di costruire le proprie DSSC.
Il progetto di produzione della Konarka Technologies prevede invece l'utilizzo di un sigillante per contenere il materiale elettrolitico liquido in un film sottile. 
Per la sua realizzazione si utilizza un processo simile a quello industriale per la pellicola fotografica, ottenendo anche in questo caso dei rotoli di materiale fotovoltaico.
A questa soluzione collabora Arno Penzias, Premio Nobel per la fisica e vi partecipa anche la Siemens. 
Attualmente l'efficienza delle loro celle è bassa, circa 5% ma il prezzo di vendita dovrebbe essere compreso tra 1 e 0,5 €/Wp. 
La Nanosolar ha sviluppato una cella composta da un substrato flessibile e a basso costo. Su questo substrato viene applicata una vernice semiconduttrice organica (in questo caso senza la necessità dell'elettrolita liquido) con un processo simile al processo di stampa. Le celle fotovoltaiche si presentano sotto forma di rotoli di materiale laminato. 
L'efficienza è del 10% e dichiarano di poter raggiungere il tempo di rientro della spesa (rimborso energetico) in tre mesi; obiettivo dichiarato è un prezzo inferiore a 1 €/Wp.
La Nanosolar ha tuttavia chiuso la propria attività nel 2013.
La STMicroelectronics, società italo-francese, leader mondiale nella produzione di semiconduttori, ritiene sia possibile produrre sistemi fotovoltaici con semiconduttori organico-polimerici a un costo di 200 €/kWp: venti volte meno dei sistemi attuali al silicio.
L'efficienza dovrebbe essere del 5-10% e quindi per avere 1 kWe di picco servono dai 20 ai 10 m2 di superficie fotovoltaica. 
Il progetto più recente è sviluppato al MIT, in collaborazione con altri centri di ricerca, e prevede l'utilizzo di cloroplasti e proteine fotosintetiche per la produzione di una cella fotovoltaica ad alta efficienza (teorica 70%, prove attuali 12%) e a basso costo (inferiore a 0,1 €/kWp). 
Il primo esperimento è del maggio 2004, la messa a punto di una cella commerciale è prevista a medio termine (10-20 anni). 
In Italia una linea di ricerca sulla produzione di Dye solar cell è sviluppata dall'Università di Tor Vergata (Roma), utilizzando un pigmento, le antocianine, simile a quello che caratterizza il colore dei frutti di bosco.
Il padiglione austriaco all'Expo di Milano del 2015 ha presentato per la prima volta al mondo un'installazione dei pannelli sulla facciata basati sulle celle di Grätzel, 90 m2 di pannelli producono circa 24 kWh al giorno di energia.